# Maria Bäck
Maria Bäck (født 1980, Göteborg) er en svensk instruktør og manuskriptforfatter. Med en baggrund i poesi og dans dimitterede Maria Bäck fra Den Danske Filmskole i 2013 og vandt Nordic Talents samme år med sin afgangsfilm, den korte dokumentar 'Mother is God'.
Hendes første lange dokumentar, 'I Remember When I Die' (2015), var udtaget til CPH:DOX og modtog en Honorary Mention på Göteborg Filmfestival.
'Psykose i Stockholm' (2020) er Bäcks spillefilmdebut, med verdenspremiere som åbningsfilm på Göteborg Filmfestivalen.

## Filmografi
- Christopher älskar att flyga (2008)
- Över staden under himmelen (2012)
- Mamma är Gud (2013)
- I Remember When I Die (2016)